# Murge Molfese
Le Murge Molfese sono una coppia di monoliti naturali che si trovano in contrada Monte Cellese nel territorio di Sant'Arcangelo, nella media Val d’Agri, in provincia di Potenza.
Sono raggiungibili attraverso la SP 20 Ionica, procedendo in direzione di Tursi o Colobraro e svoltando a destra circa 7,5 km dopo aver lasciato lo svincolo della Strada statale 598 di Fondo Valle d'Agri.

## Etimologia
Il nome è presente in un articolo del 1968 pubblicato dalla Rivista Geografica Italiana. Prende quasi certamente origine dal cognome della famiglia proprietaria da secoli dei terreni circostanti e della masseria poco distante, oltre che dalla parola murgia che, in Puglia, Calabria e Basilicata, è sinonimo di roccia.

## Geologia
Le due rocce, poste in un territorio declive, sono formazioni di pietra dura disposte poco distanti l’una dall’altra e in posizione parallela fra loro. Si stimano essere alte circa 30-35 metri e lunghe circa 80 metri. Il loro aspetto, a parte le cavità e le sporgenze disegnate dall’acqua e dal tempo, si è conservato probabilmente senza alterazioni, fatto salva l’installazione di una colombaia sulla cima di una delle due rocce fatta posizionare negli anni ’30 dal proprietario dell’epoca.

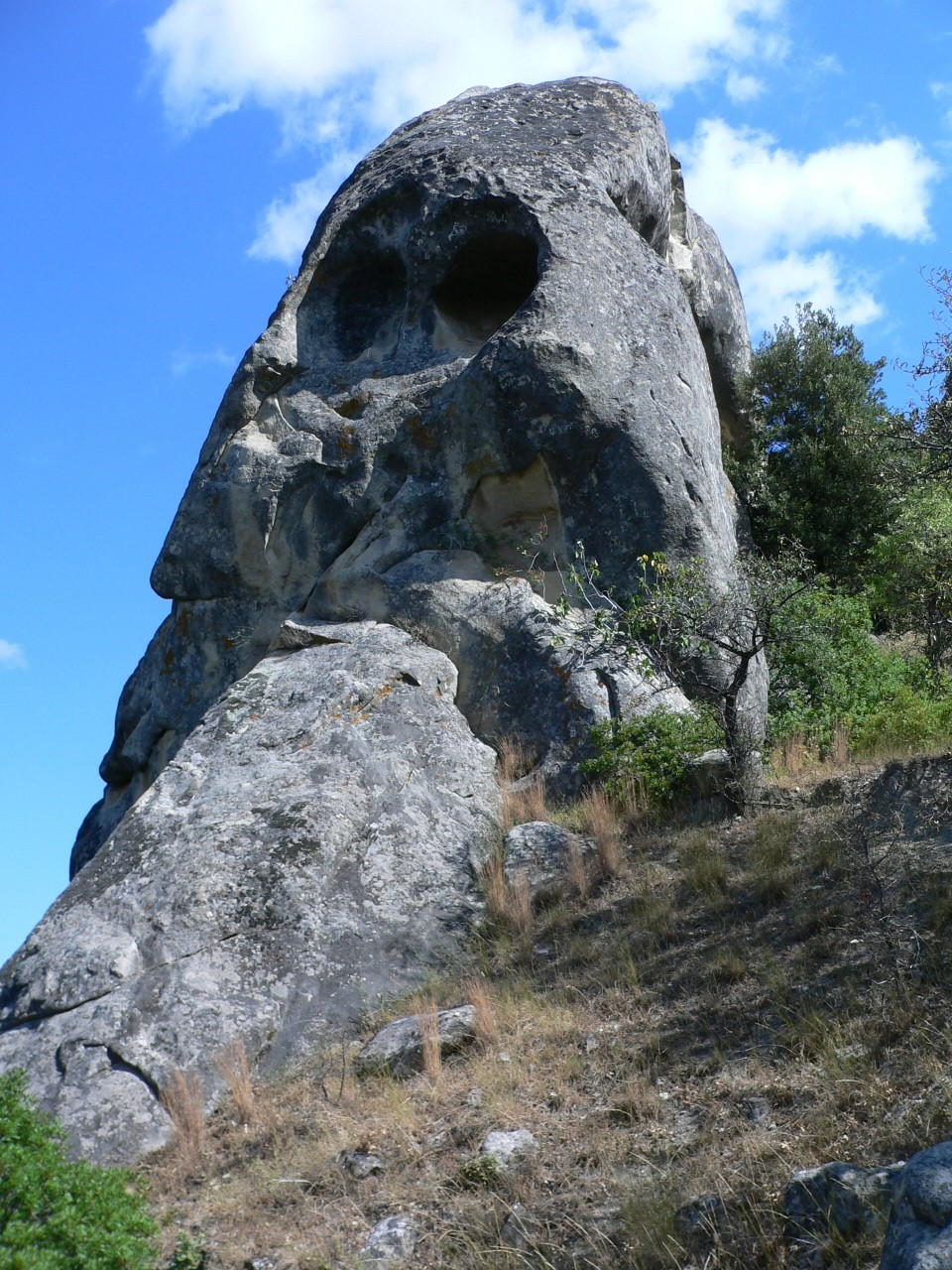
Particolare delle "Murge Molfese"

Nella rivista del 1968, che fa riferimento a uno studio effettuato tra gli anni 1963-1965, sono presenti in modo particolare le foto dei tafoni, ovvero delle cavità che il tempo e l'erosione hanno formato sulla superficie della roccia e dove, con un po' di fantasia, sembra di scorgere figure umane.